# Marnes
Marnes is een gemeente in het Franse departement Deux-Sèvres (regio Nouvelle-Aquitaine) en telt 234 inwoners (2005). De plaats maakt deel uit van het arrondissement Parthenay.

## Geografie
De oppervlakte van Marnes bedraagt 16,8 km², de bevolkingsdichtheid is 13,9 inwoners per km².
De onderstaande kaart toont de ligging van Marnes met de belangrijkste infrastructuur en aangrenzende gemeenten.

## Demografie
Onderstaande figuur toont het verloop van het inwonertal (bron: INSEE-tellingen).